# Варченко Василь
Варченко Василь (? — 26 січня 1770 м. Кодня, тепер Житомирська область) — Кобзар. Учасник Коліївщини в складі гайдамацького загону Ремези, до якого 1768 прийшов із Звенигородки (тепер Черкаської обл.). Грою на бандурі й піснями піднімав бойовий дух повстанців. Страчений в Кодні за вироком шляхетського суду, про що зазначено у Коденській книзі.
За розповідями про В. Варченка Т. Шевченко у поемі «Гайдамаки» створив образ кобзаря, який надихає повстанців своїм мистецтвом.